# Lala Mustafá Paxá

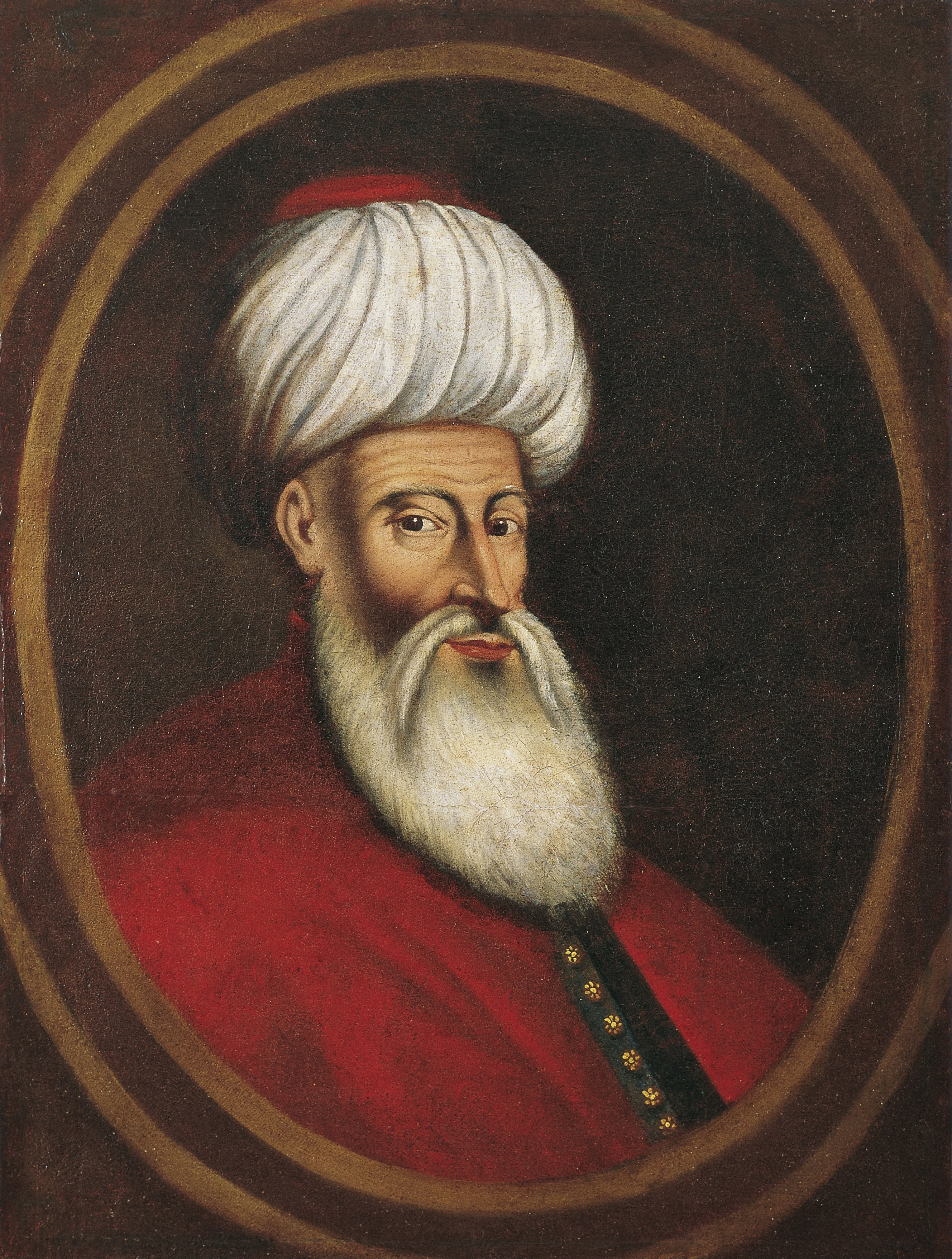
Lala Mustafá Paxá

Lala Mustafá Paxá (em turco: Lala Mustafa Paşa ou Lala Cara Mustafá Paxá (em turco: Lala Kara Mustafa Paşa; 1500-1580) foi um estadista e general Otomano. Alcançou a posição de beilerbei de Damasco e depois o Quinto Vizir, comandou as forças terrestres otomanas durante o Cerco de Malta em 1565, durante a conquista da anterior Chipre Veneziano em 1570/1571 e na campanha contra Geórgia em 1578. Mais tarde ele foi (brevemente) Grão-vizir, de 28 de Abril a 7 de Agosto de 1580. O honorífico (título de honra) "Lala" significa "tutor para o Sultão"; Mustafá foi tutor do filho do Sultão. Mustafá era conhecido pela sua crueldade para com os oponentes vencidos, uma reputação que foi amplamente difundida pelo seu tratamento com Marco Antonio Bragadin, o veneziano defensor de Famagusta, de quem tirou a pele vivo; de uma forma ou de outra para o tratamento posterior com os prisioneiros Turcos da guerra durante o conflito.